# 慕尼黑旧市政厅

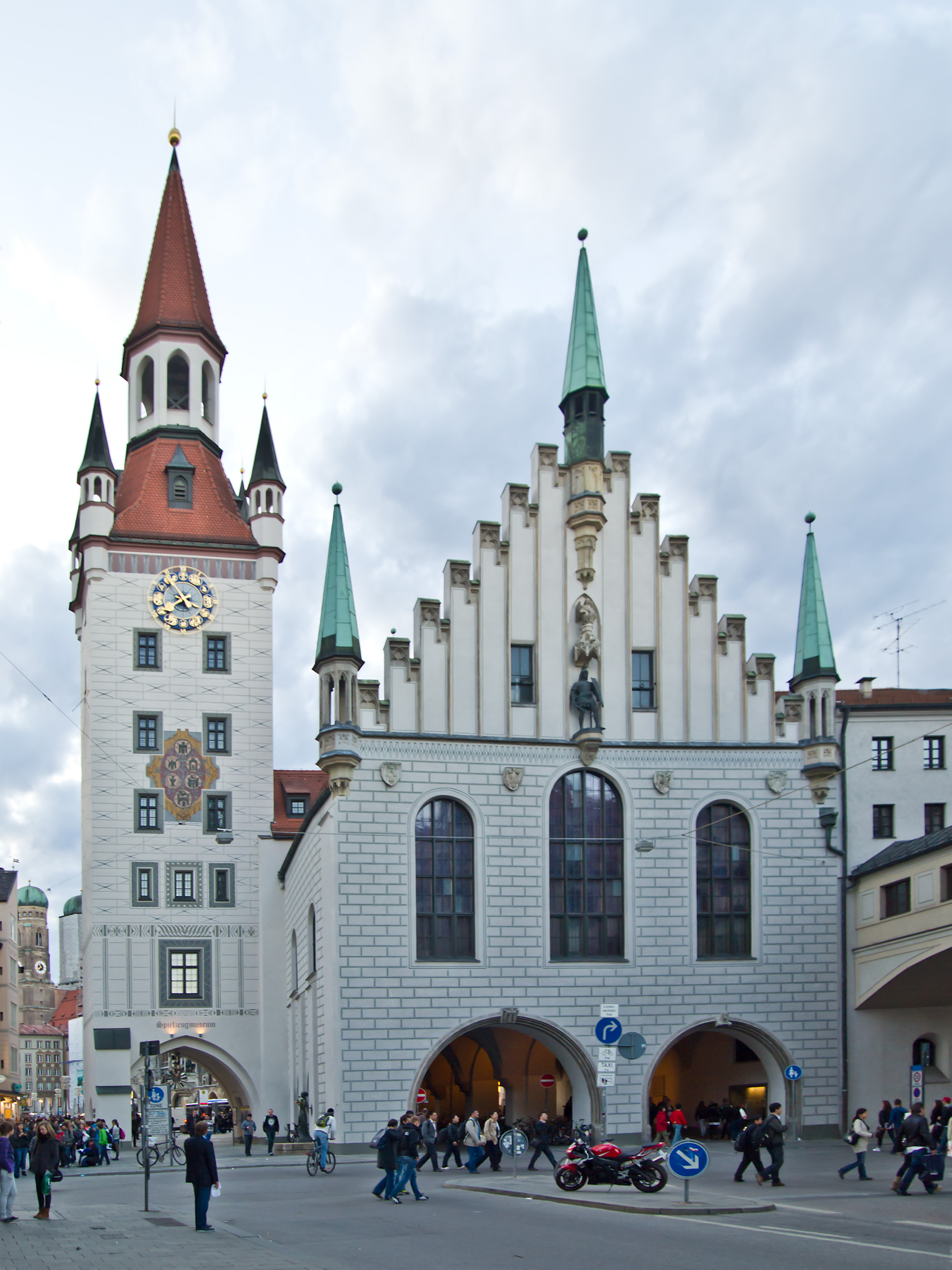
旧市政厅

慕尼黑旧市政厅（德語：Altes Rathaus）是1874年以前的慕尼黑市政厅，位于慕尼黑市中心玛利亚广场东侧，现在供市议会代表使用。
这座建筑首次见于文献记载是在1310年，著名的大厅（Großer Saal）兴建于1392/1394年。过去的城门（Talburgtor）充当尖顶。1470-1480年，旧市政厅重新设计为后期哥特式。在文艺复兴时期立面有所改动，1861-1864年又重建为新哥特式。1874年，市政机构迁往同一广场上的新市政厅。由于道路交通日益繁忙，从1877年到1934年旧市政厅修建隧道。在二战期间这座建筑受损严重，其尖顶直到1971-1974年才得以重建。
1938年11月9日，约瑟夫·戈培尔在大厅发表演说，揭开水晶之夜的序幕。
48°8′12″N 11°34′37″E / 48.13667°N 11.57694°E